# Minnerede

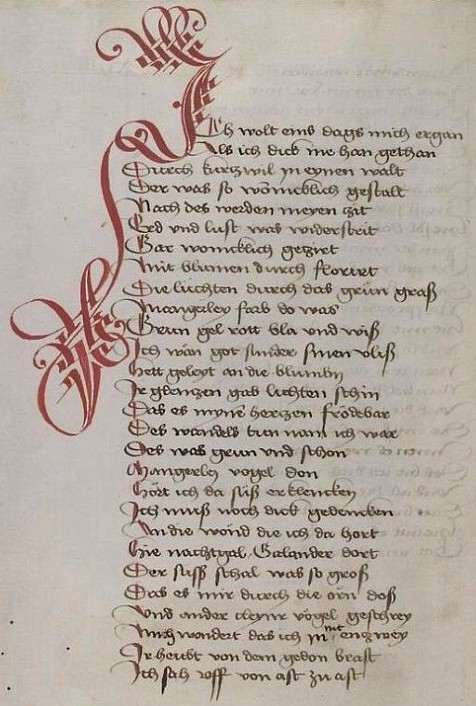
Beginn der Minnerede Das Kloster der Minne im Codex pal. germ. 313.

Die Minnerede ist eine Form der spätmittelalterlichen Reimrede. Im Gegensatz zu den kürzeren Minneliedern in Kanzonenform wurde sie nicht gesungen, sondern gesprochen vorgetragen. Die meisten Texte haben nur wenige hundert Verse, zu den Minnereden, der man in der germanistischen Forschung etwa 600 Texte zuordnet, werden aber auch umfangreiche Texte (sog. Großformen) wie 'Die Minneburg', 'Die Minnelehre' des Johann von Konstanz, 'Die Jagd' von Hadamar von Laber sowie die 'Mörin' von Hermann von Sachsenheim gezählt. Vorherrschend ist der Reimpaarvers, daneben gibt es auch einige strophische Minnereden. Viele Minnereden sind in Ich-Form gehaltene Reflexionen über die höfische Liebe (Minne) oder Erzählungen von allegorischen Begebenheiten und Träumen, in deren Zentrum das unerfüllte Verlangen des Minnenden steht.
Das älteste überlieferte Zeugnis ist Hartmanns von Aue Büchlein (auch Klage oder Klagebüchlein genannt, um 1200). Die Blütephase der Minnereden – sowohl was Produktion wie Rezeption anbelangt – liegt aber im 14. und 15. Jahrhundert. Die meisten Texte sind anonym überliefert, daneben treten Autoren wie Meister Altswert, Heinrich der Teichner, Peter Suchenwirt oder Hans Folz auf. Nur wenige Minnereden gelangen im 15. und 16. Jahrhundert in den Druck.
Es werden verschiedene Typen der Minnerede unterschieden, so zum Beispiel der Typ Lob der Geliebten, zu der die im 15. Jahrhundert verfassten Minnereden Dis ist die schoenheit der frowen, welche vor allem einen schönen Frauenkörper vom Kopf beginnend und bei den Füßen endend schildert, sowie Schönheitspreis gehören. Zu den derb-obszönen Spielarten der Gattung zählt die Graserin.

## Textausgaben
- Mittelhochdeutsche Minnereden I. Die Heidelberger Handschriften 344, 358, 376 und 393, hg. von Kurt Matthaei, Berlin 1913 (DTM 24)
- Mittelhochdeutsche Minnereden II. Die Heidelberger Handschriften 313 und 355; die Berliner Handschrift Ms. Germ. Fol. 922, hg. von Wilhelm Brauns, Berlin 1938 (DTM 41). - Neudruck in einem Band mit einem Nachwort von Ingeborg Glier, Dublin / Zürich 1967 (Online-Version)
- Michael Mareiner: Mittelhochdeutsche Minnereden und Minneallegorien der Wiener Handschrift 2796 und der Heidelberger Handschrift Pal. germ 348. Bern 1984.
- Michael Mareiner: Mittelhochdeutsche Minnereden und Minneallegorien der Prager Handschrift R VI Fc 26. Bern 1998
- Minnereden. Auswahledition, hg. v. Julia-Emilia Dorobanțu, Jacob Klingner, Ludger Lieb, Berlin / Boston 2017, ISBN 978-3-11-046431-3 (Open Access)